# Kuba Giermaziak

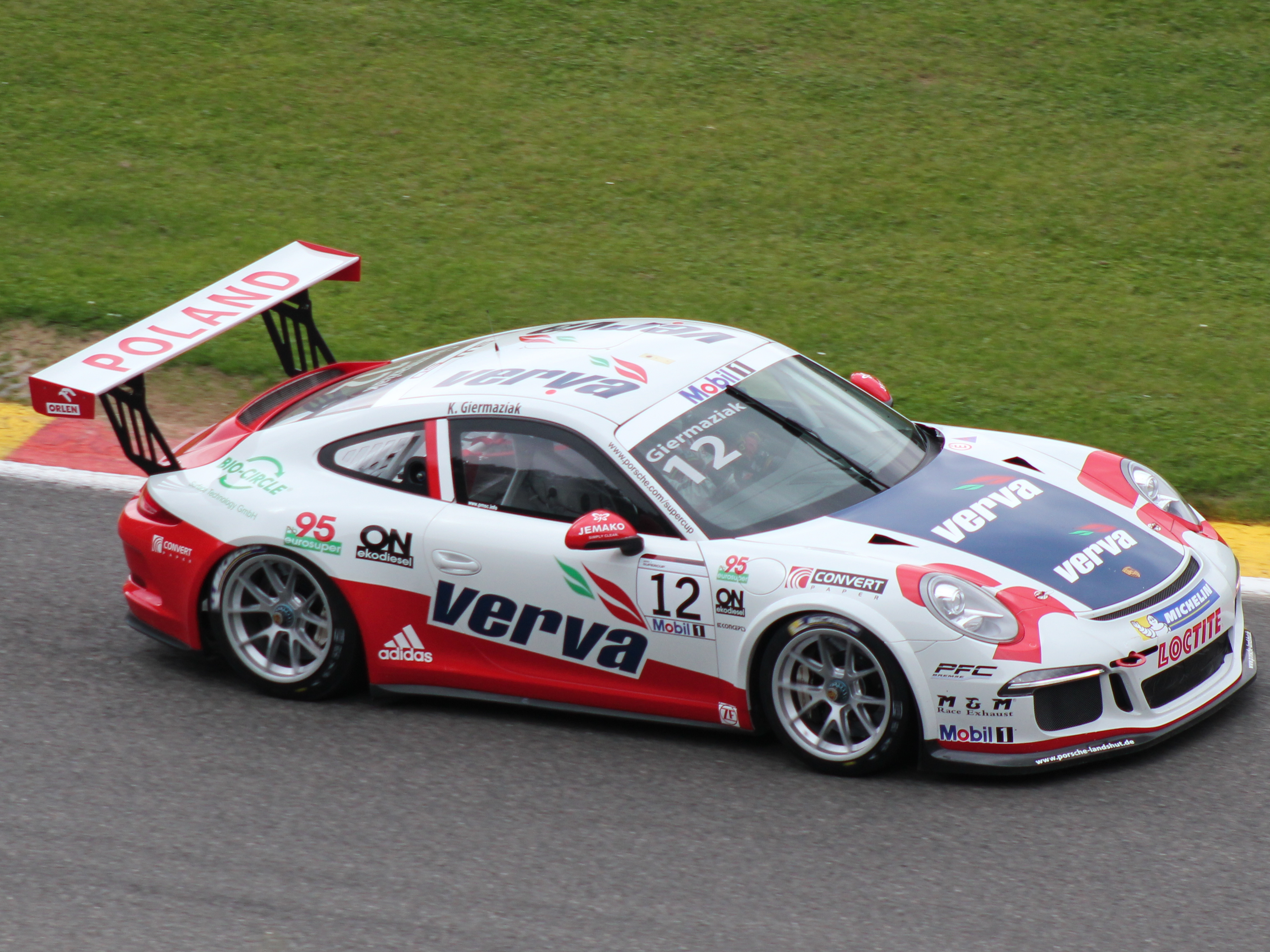
Giermaziak beim Porsche-Supercup-Rennwochenende in Belgien 2013

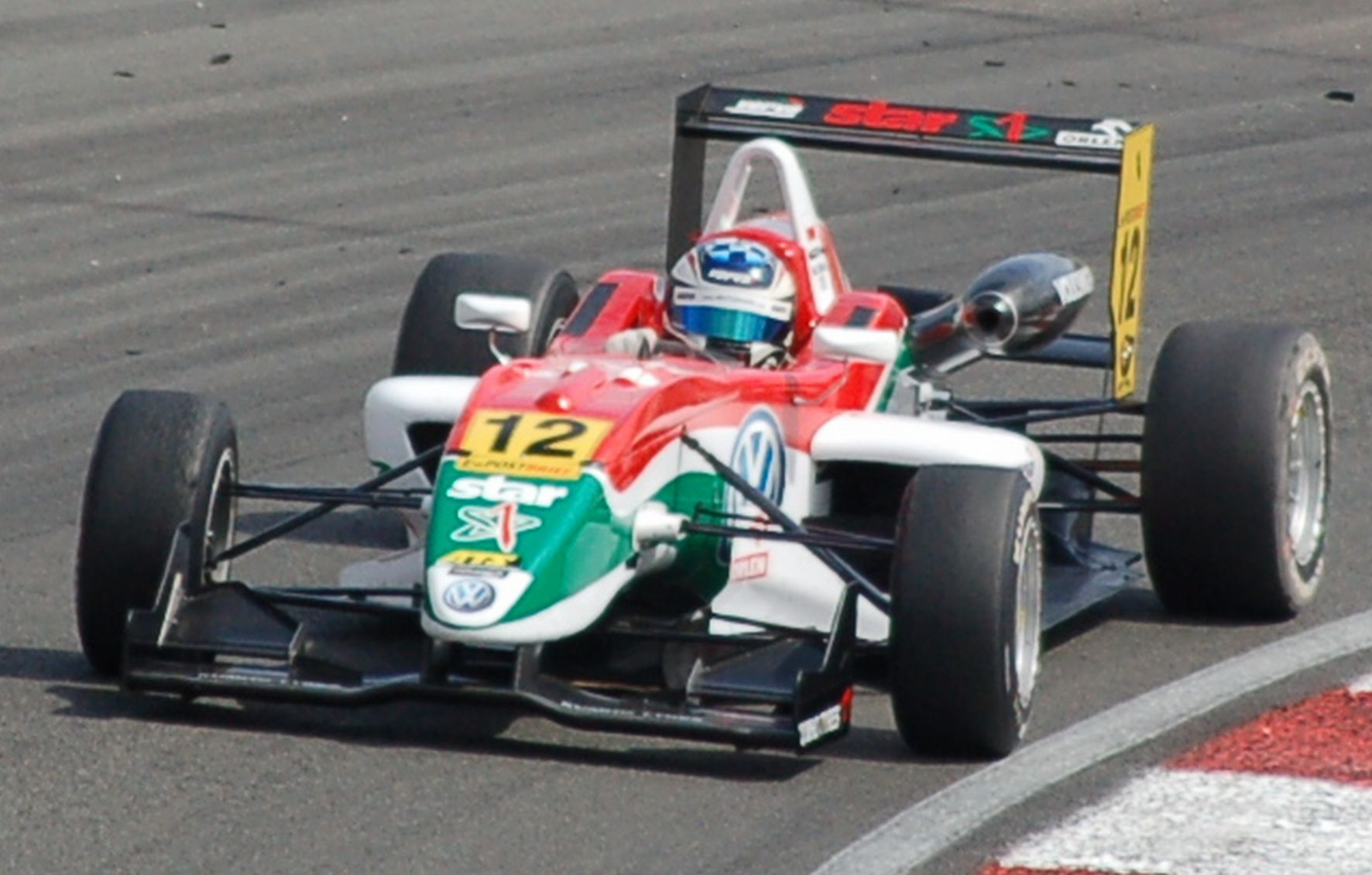
Kuba Giermaziak in der Formel-3-Euroserie-Saison 2011 beim Rennen in Zandvoort

Jakub Franciszek „Kuba“ Giermaziak (* 9. Juli 1990 in Gostyń) ist ein polnischer Automobilrennfahrer. Er trat 2011 in der Formel-3-Euroserie und im Porsche Supercup an.

## Karriere
Giermaziak begann seine Motorsportkarriere im Formelsport 2007. Für Motopark Academy startend wurde er Zehnter in der nordeuropäischen Formel Renault. Außerdem nahm er als Gaststarter an einem Rennwochenende des Formel Renault 2.0 Eurocups teil. 2008 bestritt Giermaziak seine zweite Saison in der nordeuropäischen Formel Renault. Während sein Teamkollege Valtteri Bottas den Meistertitel gewann, wurde Giermaziak mit drei zweiten Plätzen als beste Resultate Sechster in der Fahrerwertung. Außerdem nahm er an der kompletten Saison des Formel Renault 2.0 Eurocups teil. Er belegte den 18. Platz in der Meisterschaft, während Bottas auch hier Meister wurde.
2009 nahm Giermaziak für Motopark Academy an vier von sieben Rennwochenenden des Formel Renault 2.0 Eurocups teil. Mit einem zweiten Platz als bestes Resultat beendete er die Saison auf dem neunten Gesamtrang. Außerdem stieg er zum vierten Rennwochenende in die nordeuropäische Formel Renault ein und belegte den 14. Platz in der Meisterschaft. Darüber hinaus debütierte Giermaziak im GT-Sport und trat 2009 zu 10 von 14 Rennen der ADAC GT Masters an. Er schloss die Saison auf dem zehnten Platz ab. 2010 trat Giermaziak für das VERVA Racing Team im Porsche Supercup an und wurde Zehnter in der Meisterschaft. Außerdem nahm er erneut an zehn Rennen der ADAC GT Masters teil. Er gewann zwei Rennen und belegte den achten Gesamtrang.
2011 kehrte Giermaziak in den Formelsport zurück und fuhr für das von Motopark Academy betreute STAR Racing Team in der Formel-3-Euroserie. Er nahm an den ersten sechs Veranstaltungen teil und war am Saisonende Zwölfter in der Fahrerwertung. Darüber hinaus blieb Giermaziak in dieser Saison im Porsche Supercup. Mit Siegen in Mogyoród und Spa-Francorchamps wurde er Dritter in der Gesamtwertung.

## Statistik

### Karrierestationen
| - 2007: Nordeuropäische Formel Renault (Platz 10) - 2008: Nordeuropäische Formel Renault (Platz 6) - 2008: Formel Renault 2.0 Eurocup (Platz 18) - 2009: Formel Renault 2.0 Eurocup (Platz 9) - 2009: Nordeuropäische Formel Renault (Platz 14) | - 2009: ADAC GT Masters (Platz 10) - 2010: Porsche Supercup (Platz 10) - 2010: ADAC GT Masters (Platz 8) - 2011: Formel-3-Euroserie (Platz 12) - 2011: Porsche Supercup (Platz 3) | - 2012: Porsche Supercup (Platz 7) - 2013: Porsche Supercup (Platz 5) - 2013: ADAC GT Masters (Platz 36) - 2014: Porsche Supercup (Platz 2) - 2015: Porsche Supercup (Platz 11) |

### Le-Mans-Ergebnisse
| Jahr | Team           | Fahrzeug               | Teamkollege      | Teamkollege         | Platzierung | Ausfallgrund |
| ---- | -------------- | ---------------------- | ---------------- | ------------------- | ----------- | ------------ |
| 2015 | JMW Motorsport | Ferrari 458 Italia GT2 | Michael Avenatti | Abdulaziz Al Faisal | Rang 36     |              |

### Sebring-Ergebnisse
| Jahr | Team                | Fahrzeug               | Teamkollege       | Teamkollege       | Teamkollege      | Platzierung | Ausfallgrund |
| ---- | ------------------- | ---------------------- | ----------------- | ----------------- | ---------------- | ----------- | ------------ |
| 2013 | NGT Motorsport      | Porsche 997 GT3 Cup    | Carlos Gomez      | Mario Farnbacher  |                  | Rang 34     |              |
| 2014 | MOMO NGT Motorsport | Porsche 911 GT America | Henrique Cisneros | Christina Nielsen |                  | Ausfall     | Unfall       |
| 2015 | GB Autosport        | Porsche 911 GT America | Damien Faulkner   | Mike Skeen        | Michael Avenatti | Ausfall     | Defekt       |

### Einzelergebnisse in der FIA-Langstrecken-Weltmeisterschaft
| Saison | Team           | Rennwagen              | 1   | 2   | 3   | 4   | 5   | 6   | 7   | 8   |
| ------ | -------------- | ---------------------- | --- | --- | --- | --- | --- | --- | --- | --- |
| 2015   | JMW Motorsport | Ferrari 458 Italia GT2 | SIL | SPA | LEM | NÜR | AUS | FUJ | SHA | BAH |
| 2015   | JMW Motorsport | Ferrari 458 Italia GT2 | 26  |     |     |     |     |     |     |     |